# Kupreanof
Kupreanof ist ein Ort mit dem Status einer City im Petersburg Borough im US-Bundesstaats Alaska. Gemäß der Volkszählung 2020 besaß der Ort lediglich 21 Einwohner und war somit die kleinste „incorporated City“ in Alaska.

## Geographie
Kupreanof liegt an der Ostküste der Kupreanof-Insel, einer 2803 km² großen Insel des Alexanderarchipels im Alaska Panhandle.

## Geschichte
Kupreanof ist die kleinere der beiden Siedlungen auf der Kupreanof-Insel. Die Ortschaft wurde, wie auch die Insel, nach Baron Iwan Antonowitsch Kupreianow benannt, der von 1835 bis 1840 Gouverneur der Russisch-Amerikanischen Kompagnie war. Kupreanof ist seit 1975 eine „City“.